# J'accuse (chanson)
Pour les articles homonymes, voir J'accuse (homonymie).
Pistes de La Vieille
W 454
(6) Je vous ai bien eus
(8)
J'accuse est une chanson de Michel Sardou sortie en 1976 sur l'album La Vieille. Bien que faisant explicitement référence au célèbre article d'Émile Zola, elle est controversée à cause de deux vers : « J'accuse les hommes de croire des hypocrites / Moitié pédés moitié hermaphrodites ».  Elle figure dans le concert Olympia 76, cependant elle est exclue des tournées jusqu'en 1991, où elle réapparaît après remplacement des deux vers incriminés par : « J'accuse les hommes de se croire sans limite / J'accuse les hommes d'être des hypocrites ». Elle apparaît ensuite lors des concerts Bercy 93, Bercy 98, Bercy 2001, Live 2005 au Palais des sports, Zénith 2007 et Live 2013 à l'Olympia.